# Thomas L. Glenn

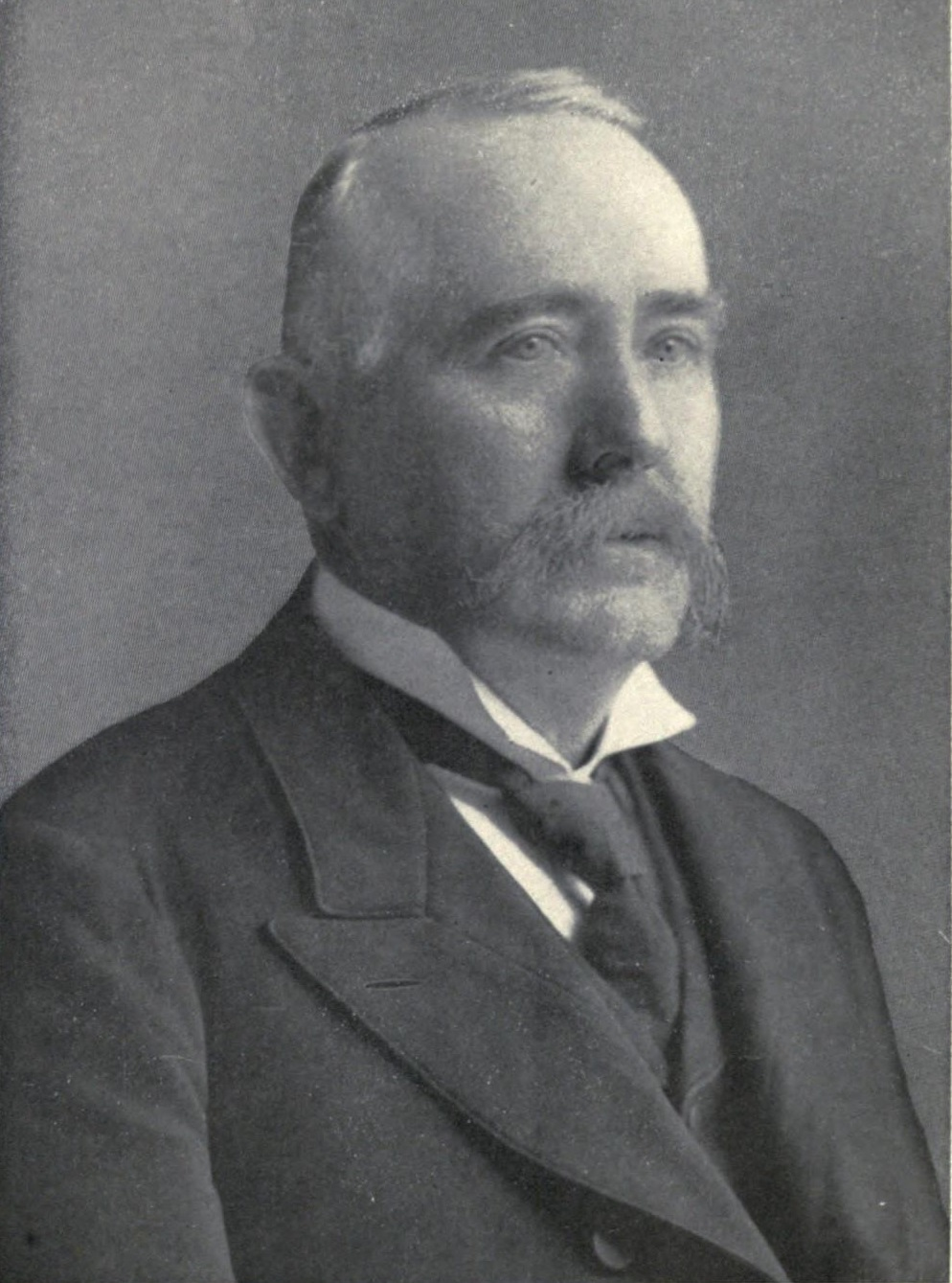
Thomas L. Glenn

Thomas Louis Glenn (* 2. Februar 1847 bei Bardwell, Carlisle County, Kentucky; † 18. November 1918 in Montpelier, Idaho) war ein US-amerikanischer Politiker. Zwischen 1901 und 1903 vertrat er den Bundesstaat Idaho im US-Repräsentantenhaus.

## Frühe Jahre und politische Anfänge
Thomas Glenn besuchte nach der Grundschule das Commercial College in Evansville. Während des Bürgerkriegs war er Soldat in der Armee der Konföderierten Staaten. Im Jahr 1864 wurde er verwundet, von Truppen der Union gefangen genommen und in der Transylvania University in Lexington interniert. Später wurde er begnadigt und freigelassen. Nach dem Krieg wurde Thomas Glenn zwischen 1874 und 1882 leitender Beamter im Ballard County. Er schloss sich der in diesen Jahren erfolgreichen Populist Party an und war von 1887 bis 1891 Mitglied des Senats von Kentucky.

## Weitere politische Laufbahn
Nach einem Jurastudium und seiner 1890 erfolgten Zulassung als Rechtsanwalt zog Thomas Glenn nach Montpelier in Idaho, wo er als Rechtsanwalt arbeitete. Bei den Kongresswahlen des Jahres 1900 wurde er für den Staat Idaho in das US-Repräsentantenhaus gewählt, wo er am 4. März 1901 Edgar Wilson ablöste. Glenn absolvierte nur eine Legislaturperiode im Kongress. Im Jahr 1902 bewarb er sich nicht um eine Wiederwahl; sein Sitz ging am 4. März 1903 an den Republikaner Burton L. French. Im Jahr 1904 wurde Glenn zum Bürgermeister von Montpelier gewählt. In dieser Stadt war er auch weiterhin als Rechtsanwalt tätig. Dort ist er im Jahr 1918 auch verstorben.